# Mike Huckabee
Michael Dale "Mike" Huckabee (Hope, Arkansas, 24 de agosto de 1955) é um político estadunidense filiado ao Partido Republicano, ex-governador de seu estado natal de 1996 a 2007.

## Biografia
Em 28 de janeiro de 2007 anunciou sua pré-candidatura à presidência dos Estados Unidos, disputando a vaga republicana com John McCain, Rudolph Giuliani, Fred Thompson, entre outros.
Huckabee também é pastor de uma igreja batista sulista e tem posições consideradas conservadoras.  É casado com Janet McCain e tem três filhos adultos, David, John Mark e Sarah. Em 3 de Janeiro de 2008 conseguiu a vitória nas eleições primárias  (caucus) do Partido Republicano, no estado de Iowa. Um dos seus apoiantes foi o ator Chuck Norris.
Entre 2008 e 2015, apresentou um talk show no canal Fox News, e em 2017 no canal cristão TBN.
Em maio de 2015 anunciou sua pré-candidatura a nomeação do partido republicano para a eleição presidencial nos Estados Unidos de 2016. Em fevereiro de 2016, desistiu da campanha após fracos resultados.

### Embaixador de Israel e visões
Ferrenho defensor de Israel, em 2008 havia dito que "não existe essa coisa de palestino", que a identidade palestina seria uma "ferramenta política para tirar terras de Israel". Em 2015 afirmou que, se fosse para criar um território palestino, ele deveria ser em terras de outros países, como Egito e Síria, e não dentro das fronteiras de Israel, e que uma solução de dois Estados seria "irracional". Huckabee defende assentamentos israelenses na Cisjordânia, ilegais do ponto de vista da legislação internacional, e liga esse apoio à sua própria religião evangélica.
Em novembro de 2024, foi apontado por Donald Trump para o cargo de embaixador dos Estados Unidos em Israel, sucedendo Jack Lew. Em abril sua nominação foi aceita pelo Senado, e no mesmo mês assumiu o cargo.
Em junho de 2025, em meio a ataques entre Israel e Irã, Huckabee incentivou o presidente Trump a entrar na guerra, afirmando em tons messiânicos que Trump ouviria a "voz dos céus", e comparando-o à situação de Truman em 1945.